# 4087 Pärt
4087 Pärt eller 1986 EM1 är en asteroid i huvudbältet som upptäcktes den 5 mars 1986 av den amerikanske astronomen Edward L.G. Bowell vid Anderson Mesa Station. Den är uppkallad efter den estniske kompositören Arvo Pärt.
Asteroiden har en diameter på ungefär 6 kilometer.